# Pristimantis rhabdolaemus
Pristimantis rhabdolaemus är en groddjursart som först beskrevs av William Edward Duellman 1978.  Pristimantis rhabdolaemus ingår i släktet Pristimantis och familjen Strabomantidae. IUCN kategoriserar arten globalt som livskraftig. Inga underarter finns listade i Catalogue of Life.